# Villamos méréstechnika
A villamos méréstechnika a mérések kivitelezésével foglalkozik.
Az itt következő részben két nagy csoportot különböztethetünk meg
- Analóg műszerek
- Digitális műszerek

A mérési elrendezések megegyeznek. A digitális műszerek fogyasztása lényegesen kisebb ugyan, mint az analóg műszereké, (és így a mérendő kört kevésbé terhelik), azonban az analóg műszereknek számos előnye van: Olcsó, a kijelzés vizuálisan jelenik meg, és rögtön kiértékelhető, a mért érték sűrű változása analóg műszeren jól követhető, míg digitális műszeren a számok ugrálása szinte követhetetlen.
,,Ami számítható, azt számítsd ki; ami mérhető azt mérd meg; ami nem mérhető, azt tedd mérhetővé.

## Villamos áramerősség mérése
A villamos áramerősséget a műszaki gyakorlatban mutatós műszerekkel – ampermérőkkel – mérjük. Ezek a szerkezetek a rajtuk átáramló villamos áramot mérik. Átkapcsolható méréshatárú műszereknél, a méréshatár átkapcsolása közben, az áramág nem szakadhat meg!
Az eszményi műszer belső ellenállása, és így feszültségesése nagyon kicsi!
Egyenáram mérése: A méréshez többféle kivitelű műszert használhatunk. Tökéletesen megfelel a lengőtekercses (Deprez), lágyvasas, ikerfémes műszer. A villamos áramerősséget mindig sorba kapcsolva mérjük. (A mérendő objektumra menő egyik vezetéket megszakítjuk, és ide csatlakoztatjuk a műszert.) Váltakozó áram mérése: A méréshez többféle kivitelű műszert használhatunk. Tökéletesen megfelel a lágyvasas, ikerfémes, valamint az egyenirányítós lengőtekercses (Deprez) műszer.

## Villamos feszültség mérése
A villamos feszültséget voltmérőkkel mérjük. Ezek a szerkezetek a rajtuk átáramló villamos áramot mérik, és ez a műszer ellenállásával szorozva adja a feszültséget. (Ohm törvénye). A voltmérők skálája természetesen közvetlenül feszültségre, (Voltra) van kalibrálva, függetlenül attól, hogy áramot mér. A feszültség mérését (potenciál-különbség) mindig párhuzamos kapcsolással mérjük. A mérendő objektumon lévő feszültséget mérve, az objektum két – mérendő – kapcsára csatlakoztatjuk a műszert.
Az eszményi műszer belső ellenállása nagyon nagy, és így áramfelvétele nagyon kicsi!

## Villamos ellenállás mérése
A villamos ellenállás mérése: többnyire egyenáramú körben mérjük, váltakozó áramú körben csak akkor, ha az egyenáramú mérés az áram vegyi hatása miatt nem használható.

## Villamos hatásos teljesítmény mérése
Egyenáramú hatásos teljesítmény mérése: elektrodinamikus wattmérővel mérjük. A fogyasztó, vagy terhelő ellenállás sorba van kapcsolva a wattmérő áramtekercsével, míg a terhelés feszültségére kapcsolják a műszer feszültségi tekercsét megfelelő előtét-ellenálláson keresztül. Értelemszerűen itt is befolyásolja a mérést az áramág, illetve a feszültség ág fogyasztása, de ezek az erősáramú gyakorlatban többnyire elhanyagolhatóan kicsinyek. A teljesítmény P= I*U. Egyfázisú váltakozó áramú teljesítmény mérése: ugyanúgy mérjük, mint az egyenáramú körben, de használhatunk ferrodinamikus műszert is. A teljesítmény P= I*U*cosφ. Háromfázisú váltakozó áramú teljesítmény mérése: elektrodinamikus, vagy ferrodinamikus műszerrel mérjük. A teljesítmény P=√3*I*U*cosφ.

## Villamos meddő teljesítmény mérése

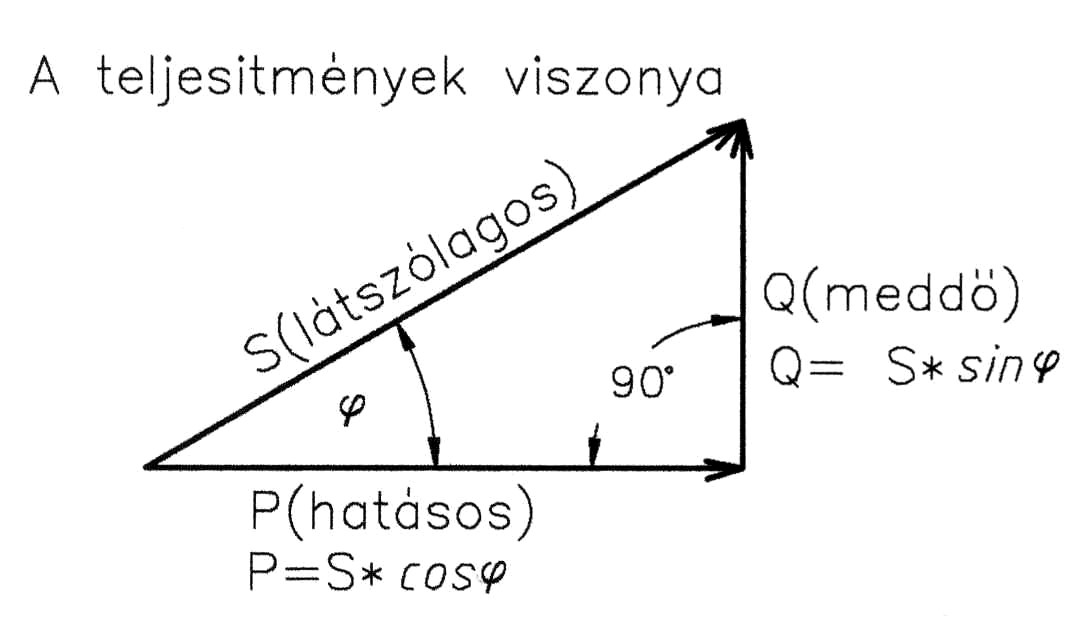
A teljesítmények viszonya

Az energiának váltakozó áramú áramlása során háromféle teljesítményről szokás beszélni, ezek:
A P hatásos teljesítmény egysége 1 W (watt)
Az S látszólagos teljesítmény egysége 1 VA (voltamper)
A Q meddő teljesítmény	egysége 1 var (voltamper reaktív).
Összefüggésük Pitagorasz-tételével számítható: P²+Q²=S². Ezek közül a hatásos teljesítmény fizikai valóság az áramkörben (ha az energia, és annak áramlása fizikai valóság). A meddő teljesítmény, akárcsak a látszólagos teljesítmény, nem valóságos fizikai mennyiség, hanem csupán emberi elképzelés, noha gyakorlati célokra kitűnően alkalmazható mennyiség. Mérőműszereink (elektrodinamikus, ferrodinamikus wattmérők) csak áramköri feszültség, és áramerősség együttes hatására működnek, ez pedig – ha valami módosítással közbe nem lépünk – csak a hatásos teljesítmény mérésére vezet. Mivel Q=U*I*sinφ ezért a valódi teljesítménynek megfelelő I áramot, és U feszültséget kell a wattmérőre működtetni, de akként, hogy az így támadó teljesítmény számszerűleg egyezzék meg a meddő teljesítménnyel. Erre a célra szolgál a meddő teljesítmény mérése.

## Villamos frekvencia mérése
Legjobban a vibrációs műszerek terjedtek el. Kényelmi okokból kedvelik a mutatós frekvencia mérőket. Ezek váltakozó áramú műszerek, amelynek kitérése nagymértékben frekvenciafüggő. Az analóg műszerek készülhetnek lengőtekercses, hányadosmérő kivitelben, és elterjedt a hidas kapcsolás is.

## Villamos fáziseltolás, és teljesítménytényező mérése
Egyhullámú változás esetén az áram, és feszültség fáziseltérésének nagyságát meghatározza a teljesítmény egyenlete.	P= U*I*cosφ, ebből cosφ = P/(U*I). Többhullámú változás esetén nincs értelme, hogy fáziseltolásról beszéljünk; ilyenkor a λ fázistényezőt határozzuk meg. P=λ*U*I, ebből λ=P/(U*I) Szimmetrikus háromfázisú körök fáziseltolását két wattmérős teljesítménymérésnél könnyen ki lehet számítani, de egyetlen műszerrel is meg lehet mérni: a fázismutatóval. Ennek a műszernek a legegyszerűbb kivitele az elektrodinamikus hányadosmérő. A műszer kitérése csak teljesen szimmetrikus feszültségi, és terhelési viszonyok között érvényes, viszont teljesen független a görbe torzulásaitól. A fáziseltolás időbeli átlagértéke nem meghatározható. Ehelyett beszélhetünk egy meghatározott időtartamra az energiafogyasztás, és a látszólagos fogyasztás hányadosáról, ugyanígy a meddő fogyasztás, és az energiafogyasztás hányadosáról.

## Villamos munka mérése
A műszaki gyakorlat egyik legfontosabb feladata, hogy az áramló villamos energiát megmérjük. Ezt az átáramlott villamos energiát, még villamos fogyasztásnak is nevezik. Mérhető a teljesítmény, és az áramlás időtartamának egyidejű mérésével. A villamos energia mérése közismert nevén „villanyóra”-val történik.

## Hőmérséklet mérése
Villamos mérések során, valamint a napi életben rendkívül fontos lehet a nem villamos mennyiségek, így a hőmérséklet mérésére, valamint a hőmérséklet különbség mérésére. Itt most csak az villamos műszerekkel mérhető, szabályozható, regisztrálható méréssel foglalkozunk. Itt most nem foglalkozunk a folyadékos hőmérséklet méréssel, sem a pirométerekkel.

## Vonatkozó szabványok
- IEC-EN 60051-1-9
- IEC-EN 60044-1